# Softpedia
Softpedia est un site web indexant des informations, fournissant des informations principales ainsi que des téléchargements de logiciels. Ses principales sections sont : Windows, Mac, Mac PPC, Linux, Jeux, Handheld (logiciel mobile), pilotes, Mobile, scripts web, et des actualités. Il adresse aussi des sujets de technologie, science, santé et loisirs provenant de sources externes et internes, et fournit des articles de tests sur des logiciels et des jeux.
Lorsque ces éléments sont disponibles, il inclut une ou plusieurs copies d'écran de chaque application, montrant la plupart du temps les menus de l'application dans l'optique d'en illustrer les fonctionnalités. Softpedia ne recompose pas le format de distribution du logiciel. Il fournit des liens de téléchargement directs des logiciels dans leur format initial de distribution, des liens de téléchargement vers les sites des développeurs, ou bien les deux.
À l'instar du site Download.com, Softpedia est une « destination populaire pour le téléchargement de logiciels ». Softpedia est la propriété de SoftNews NET SRL., une entreprise roumaine.